# 瑞菱國際
瑞菱國際集團有限公司，簡稱瑞菱國際集團，以及瑞菱國際（英語：Swilynn International Holdings Limited，港交所除牌時0524.HK），在1980年由顏炳煥創立，當時主要經營生產電子產品及銷售，其股份自1989年在香港交易所主板上市。最為矚目是1990年計劃與訊科國際（天地數碼前身）合併，但未能通過而擱置。
直至在1992年，由於發生財政問題，被港交所勒令停牌，瑞菱國際集團有限公司換取上市。於是在1994年，曾是被新加坡上市的Goldtron Limited收購，也成為旗下公司一分子，便當時以Goldtron Holdings Limited上市，到現時e-Kong Group Limited至今。

## 連結
- e-Kong.com （页面存档备份，存于）